# Ван Чжоуюй
Ван Чжоуюй (кит.: 汪周雨, нар. 13 травня 1994) — китайська важкоатлетка, олімпійська чемпіонка 2020 року, дворазова чемпіонка світу та триразова чемпіонка Азії.

## Результати
| Рік              | Місце                 | Вага             | Ривок            | Ривок            | Ривок            | Ривок            | Поштовх          | Поштовх          | Поштовх          | Поштовх          | Загалом          | Місце            |
| Рік              | Місце                 | Вага             | 1                | 2                | 3                | Місце            | 1                | 2                | 3                | Місце            | Загалом          | Місце            |
| Олімпійські ігри | Олімпійські ігри      | Олімпійські ігри | Олімпійські ігри | Олімпійські ігри | Олімпійські ігри | Олімпійські ігри | Олімпійські ігри | Олімпійські ігри | Олімпійські ігри | Олімпійські ігри | Олімпійські ігри | Олімпійські ігри |
| ---------------- | --------------------- | ---------------- | ---------------- | ---------------- | ---------------- | ---------------- | ---------------- | ---------------- | ---------------- | ---------------- | ---------------- | ---------------- |
| 2020             | Токіо, Японія         | до 87 кг         | 115              | 115              | 120              | 1                | 145              | 150              | 160              | 1                | 270              | 1                |
| Чемпіонат світу  |                       |                  |                  |                  |                  |                  |                  |                  |                  |                  |                  |                  |
| 2018             | Ашгабат, Туркменістан | до 76 кг         | 113              | 118              | 122              | 2                | 140              | 146              | 152              | 1                | 270              | 1                |
| 2019             | Паттайя, Таїланд      | до 87 кг         | 116              | 120              | 125              | 1                | 147              | 153              | 158              | 1                | 278              | 1                |
| 2022             | Богота, Колумбія      | до 81 кг         | 115              | 115              | 121              | 5                | 141              | 148              | 151              | 2                | 266              | 2                |
| Чемпіонат Азії   |                       |                  |                  |                  |                  |                  |                  |                  |                  |                  |                  |                  |
| 2015             | Пхукет, Таїланд       | 75 кг            | 110              | 115              | —                | 1                | 135              | —                | —                | 1                | 250              | 1                |
| 2019             | Нінбо, Китай          | 87 кг            | 115              | 120              | 125              | 1                | 145              | 150              | 155              | 1                | 280              | 1                |
| 2020             | Ташкент, Узбекистан   | 87 кг            | 119              | 124              | 126              | 1                | 148              | 154              | 160              | 1                | 286              | 1                |